# H. H. Holmes
H. H. Holmes azaz Henry Howard Holmes (született Hermen Webster Mudgett) (Gilmanton, New Hampshire, 1860. május 16. – Philadelphia, Pennsylvania, 1896. május 7.) amerikai szélhámos, feltételezett sorozatgyilkos. Bár a popkultúra egy bestiális sorozatgyilkosként könyvelte el, valójában nagyon kevés bizonyíték támasztja ezt alá.

## Életrajza
New Hampshire államban született Levi Horton Mudgett és Theodate Page Price fiaként. A család közvetlen egyenesági leszármazottja volt a környék első európai telepeseinek. Apja Levi erőszakos alkoholista volt, anyja ezzel szemben jámbor lelkű, hívő metodista, rendszeresen olvasta a Bibliát.
Az orvosi végzettségű Mudgett 27 gyilkosságot ismert be, amiből kilencet tudtak rábizonyítani. A gyilkosságokat Indianapolisban, Torontóban és Chicagóban követte el. Chicagóban Dr. E.S. Holton gyógyszerész drogériájában kezdett dolgozni és idővel átvette drogériáját, erről később azt írták, hogy a rákbeteg patikus halála után az özvegy megölésével jutott az üzlethez, ami viszont nem volt igaz, a házaspár bőven túlélte Holmest. A drogériával szemközti telken építtetett fel egy kétemeletes épületet, alul üzletekkel, felül szobákkal, amit elmondása szerint hotelként akart a chicagói világkiállítás alatt üzemeltetni, de ez sosem állt szándékában, az építkezés, majd az épületben rejtegetett, hitelből vett bútorok mind Holmes csalásainak része volt, ebből nőtte ki magát a „Gyilkos Kastély” története.
A szomszédok által „Kastélynak” nevezett épület később a sajtóban kapta a Gyilkos Kastély elnevezést. A közismert történet szerint az épületben folyosók és szobák labirintusát alakította ki, titkos csapóajtókkal, hangszigetelt kamrákkal, semmibe vezető lépcsőkkel, de még lángszórókkal felszerelt helyiségek és gázkamrák is szóba kerültek. Holmes áldozatai a drogéria női alkalmazottai, a szállóvendégek, és szeretői közül kerültek ki. Megkínozta, majd megölte őket. A holttesteket különböző módokon tüntette el: egy ledobónyíláson a pincébe juttatta, elégette, savfürdőben feloldotta, megnyúzta őket, majd csontvázukat kipreparálta. Mindezekre azonban semmilyen konkrét bizonyíték nem volt, az ingatlan megszerzése és átalakítása is a szélhámos akciói miatt történt, a titkos szobákban leginkább lopott bútorokat rejtegetett. Mivel a Holmes környezetéből ekkortájt eltűnt emberek sorsáról semmi nem derült ki, ezt színezte ki a fentebbi bizarr történettel utólag a sajtó.
A világkiállítás után Holmes elhagyta Chicagót és a texasi Fort Worthban tűnt fel. Itt megismerkedett két nővérrel, egyiküknek házasságot ígért, végül mindkettőt megölte. Belekezdett egy a chicagóihoz hasonló kastély megépítésébe, szintén csalási szándékkal, de a befejezés előtt odébbállt. Az Államokban és Kanadában utazgatott. 1884 júliusában fogadási csalásért St. Louisban rövid időre bebörtönözték, ahol a vonatrablásért elítélt Marion Hedgepethszel közösen életbiztosítási csalást tervelt ki. Pitezel nevű bűntársát vette rá, hogy feltalálónak adja ki magát, kössön életbiztosítást B.F. Perry néven, majd rendezzék meg a halálát egy laboratóriumi robbanásban. Holmes azonban megölte Pitezelt, feleségének pedig azt hazudta, hogy férje Dél-Amerikában bujkál. Meggyőzte Pitezel feleségét, hogy három gyermekét az ötből (Alice, Nellie, and Howard) bízza rá, akikkel aztán Kanadába utazott. Egy philadelphiai detektív követte őket, és Torontóban megtalálta a két lánygyermek holttestét. A fiú maradványait Indianapolisban találták meg, annak a kis háznak a kéményében, melyet Holmes bérelt.
A Pinkerton nyomozóiroda segítségével 1894. november 17-én kapták el Bostonban. Ezután a rendőrség átvizsgálta a chicagói házat, ahol emberi maradványokat találtak. A bírósági tárgyalás után a Moyamensing börtönben (a philadelphiai megyei börtön) felakasztották. Saját kérésére testét egy több tonnás betontömbbe temették el.

## Kétségek
Noha Holmes/Mudgett valóban bűnöző volt, aki minden bizonnyal több ember haláláért is felelős, igazából sokkal inkább szélhámos volt, semmint sorozatgyilkos; a neki jó eséllyel tulajdonítható gyilkosságokat is főleg a csalásai, vagy azok leplezése miatt követte el, vádat is alapvetően Pitezel és gyermekei megölése miatt emeltek ellene, mivel ezek voltak a legjobban bizonyítható gyilkosságai. A valóságban semmilyen bizonyíték nem igazolta az alapvetően bulvársajtóban megjelent állításokat a „Gyilkos Kastélyról” és az ott állítólag megölt „akár 200 áldozatról”, főleg, hogy a kastélyként elhíresült chicagói épület 1895 augusztusában porig is égett. Volt olyan „áldozat”, aki nagyon is életben volt, és évtizedekkel túlélte Holmest.
A kastélyról és az ottani rémségekről szóló hírek az akkoriban sárga újságoknak nevezett alacsony színvonalú sajtótermékekben jelentek meg először, amelyek az akkori kor szokásai szerint sokszor bizonyítatlan szenzációhajhász hírekkel igyekeztek az ilyen újságokat kelendőbbé tenni. Sok információ mindössze Holmes vallomásain alapult, amiket szintén nem igazolt semmi. Az így keltett hírverés mindenesetre sikeresen alapozta meg Holmes későbbi mítoszát, amit utána sokan tényként kezeltek. Ugyanígy bizonyítékok nélküli az a teória is, miszerint Holmes lett volna Hasfelmetsző Jack.

## Fordítás
- Ez a szócikk részben vagy egészben  a   H. H. Holmes című angol Wikipédia-szócikk ezen változatának fordításán alapul.  Az eredeti cikk szerkesztőit annak laptörténete sorolja fel. Ez a jelzés csupán a megfogalmazás eredetét és a szerzői jogokat jelzi, nem szolgál a cikkben szereplő információk forrásmegjelöléseként.